# Yacimiento de Villarroya
El yacimiento de Villarroya es un yacimiento paleontológico de origen fluvial con abundantes restos de vertebrados del Plioceno o Pleistoceno ubicado en el término municipal de Muro de Aguas (La Rioja, España), muy próximo a la localidad de Villarroya, de la que recibe el nombre. Está datado como Villafranquiense, una unidad bioestratigráfica entre el Neógeno y el Cuaternario. Presenta una elevada diversidad de carnívoros y rumiantes, así como el último representante europeo del équido Hipparion, un pequeño caballo de tres dedos en cada pata. Sus fósiles reflejan los últimos representantes de las grandes faunas neógenas y las primeras modernas. Está considerado como un yacimiento de relevancia internacional.
El yacimiento ha sido calificado como Lugar de interés geológico por el Instituto Geológico y Minero de España, con el número de inventario IBs018.

## Geología

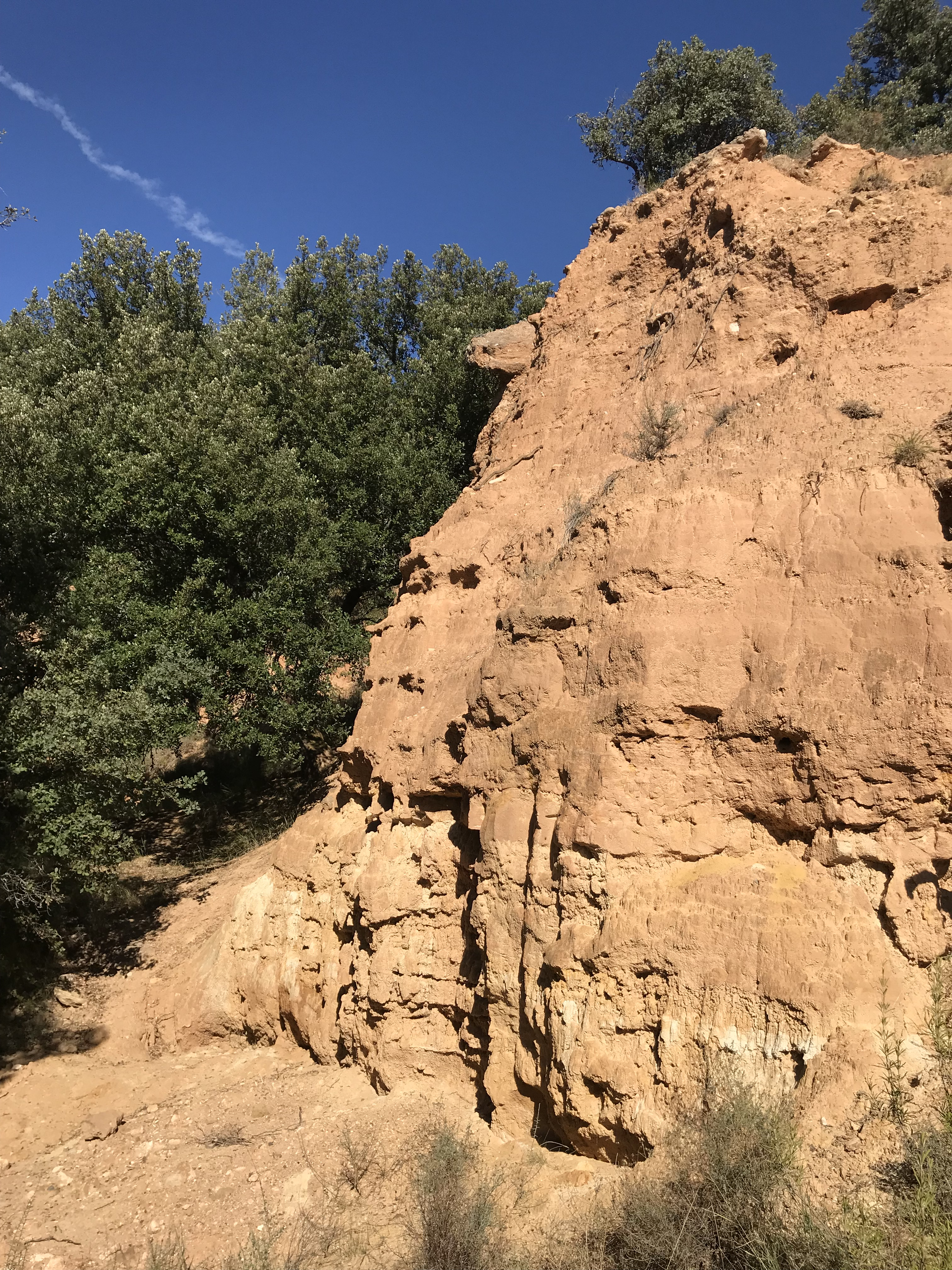
Aspecto de los sedimentos de relleno de la cuenca en el lugar de la excavación de 1988-1989. Facies fluviales y de abanico aluvial.

El yacimiento se formó en una cuenca sedimentaria fluvio-lacustre, la cuenca de Villarroya. Es una pequeña cuenca intramontana, formada sobre materiales mesozoicos de la sierra de Cameros que mediante falla inversa se apoyan sobre depósitos del relleno de la cuenca sedimentaria del Ebro, en un momento en el que la cuenca del Ebro hacía tiempo que no tenía grandes episodios sedimentarios, los últimos datan del Mioceno, y poco antes de su apertura al mar y del inicio del vaciado de sus depósitos sedimentarios cenozoicos con el encajamiento de la red fluvial y la formación de las terrazas cuaternarias del actual río Ebro.
El relleno de la cuenca está condicionado por la actividad creciente de una falla normal este-noreste que formó una depresión alargada, la cuenca intramontana, y limita los afloramientos por el suroeste- El escarpe que se produjo elevó las rocas mesozoicas, que serían además la fuente de los carbonatos. Los primeros sedimentos que la rellenan son lacustres, calizas finamente laminadas (varvas lacustres) y margas, que evolucionan a facies fluviales y de abanico aluvial, areniscas y conglomerados de granulometría creciente hacia techo de la sucesión estratigráfica, por incremento de la actividad tectónica de la falla que condiciona la sedimentación.
El yacimiento clásico de Villarroya se encuentra en facies fluviales.

## Paleontología
En Villarroya se han identificado fósiles de numerosos taxones de vertebrados. Para la obtención de fósiles de microvertebrados se han muestreado tres niveles diferentes, de más bajo (antiguo) a más alto (moderno): Vi-0, Vi-1 y Vi-2, correlacionándose estratigráficamente este último con los mismos niveles del yacimiento clásico:

### Anfibios
Solo se ha descubierto un hueso de anfibio, encontrado en el nivel Vi-1, identificado como un anuro indeterminado (una rana verde o un sapillo pintojo).

### Reptiles
Los restos encontrados son muy escasos:
- Blanus sp., una vértebra en Vi-1.
- Viperidae indeterminada, dos colmillos huecos en Vi-1 .
- Lacertidae indeterminada, dos maxilares en Vi-2, similares a los de Podarcis.

### Aves
En el nivel Vi-2 se han encontrado algunos fragmentos de cáscaras de huevo de aves, sin poder precisar su atribución taxonómica.

### Mamíferos

#### Erinaceomorfos
- Posible Erinaceomorpha indeterminado. Restos de dientes muy fragmentarios atribuibles a erizos en Vi-2.[5]

#### Soricomorfos
Representados por tres musarañas y un desmán:
- Sorex minutus, en Vi-1 y Vi-2.
- Deinsdorfia cf. hibbardi, en Vi-1 y Vi-2.
- Asoriculus aff. gibberodon, en Vi-2.
- Desmana sp., en Vi-1 y Vi-2.

#### Roedores
Se han identificado un puercoespín, un castor, varios arvicolinos y tres múridos.
- Hystricidae (puercoespines)
  - Hystrix refossa, en el yacimiento clásico.
- Castoridae (castores)
  - Castor cf. fiber, en el yacimiento clásico.
- Arvicolinae (topillos)
  - Mimomys aff. hintoni, en Vi-0
  - Mimomys aff. medasensis, en Vi-1
  - Mimomys praepliocaenicus, en Vi-1 y Vi-2
  - Mimomys stenokorys, en Vi-2
  - Mimomys sp., en Vi-2
  - Mimomys aff. cappettai, en el yacimiento clásico.
- Muridae (ratones/ratas)
  - Stephanomys sp. en Vi-1
  - Castillomys rivas en Vi-2 (más restos, sin precisar la especie, en Vi-1)
  - Micromys coronensis (o Parapodemus coronensis) en Vi-2

#### Lagomorfos
Solo se ha identificado un molar de pika o liebre silvadora en Vi-1, perteneciente al género Prolagus, sin determinar la especie.

#### Carnívoros
Del orden Carnivora se han encontrado abundantes restos, muchos en buen estado de conservación, que reflejan una elevada diversidad, una de las más completas del Plioceno de España.
- Canidae (lobos y zorros)
  - Canis adoxus
  - Nyctereutes megamastoides
  - Vulpes alopecoides
- Ursidae (osos)
  - Ursus etruscus
- Lutrinae (nutrias)
  - Enhydrictis ardea
- Hyaenidae (hienas)
  - Chasmaportetes lunensis
  - Pliocrocuta perrieri
- Felidae (felinos)
  - Acinonyx pardinensis
  - Caracal issiodorensis
  - Homotherium crenatidens
  - Megantereon cultridens

#### Perisodáctilos

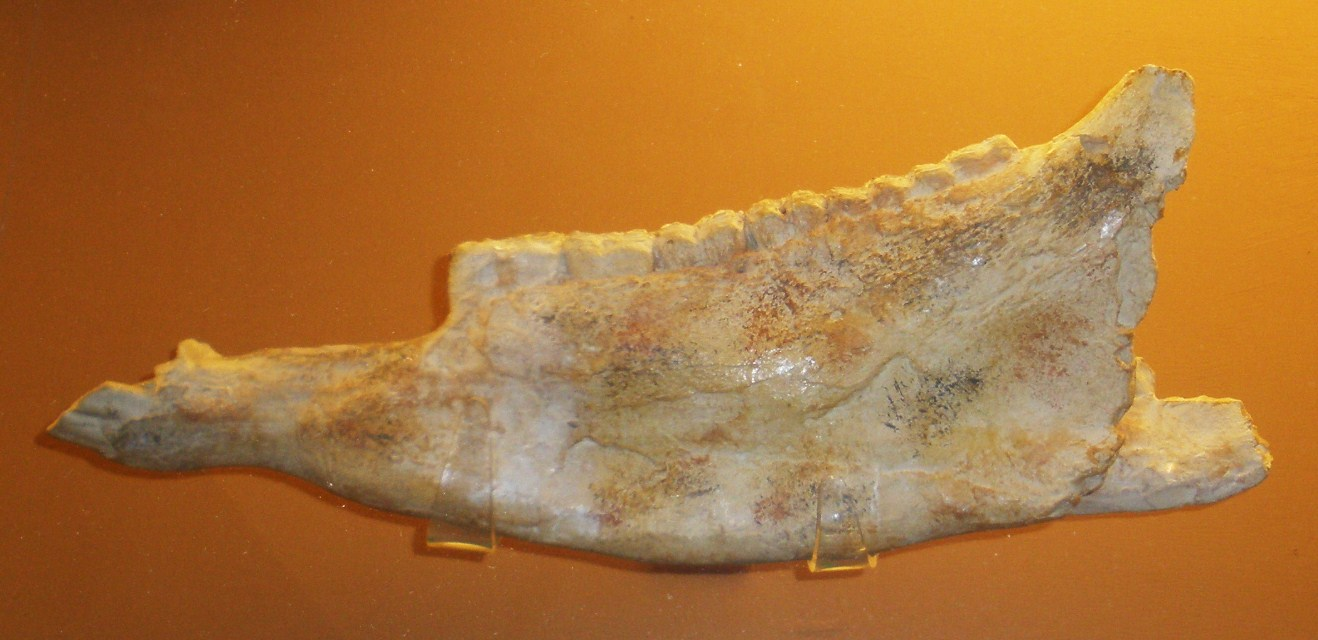
Hemimandíbula, casi completa, de Hipparion rocinantis (posible réplica)

Se han identificado un équido y un rinocerótido:
- Hipparion rocinantis, el último Hipparion del registro euroasiático.
- Stephanorhinus etruscus

#### Artiodáctilos

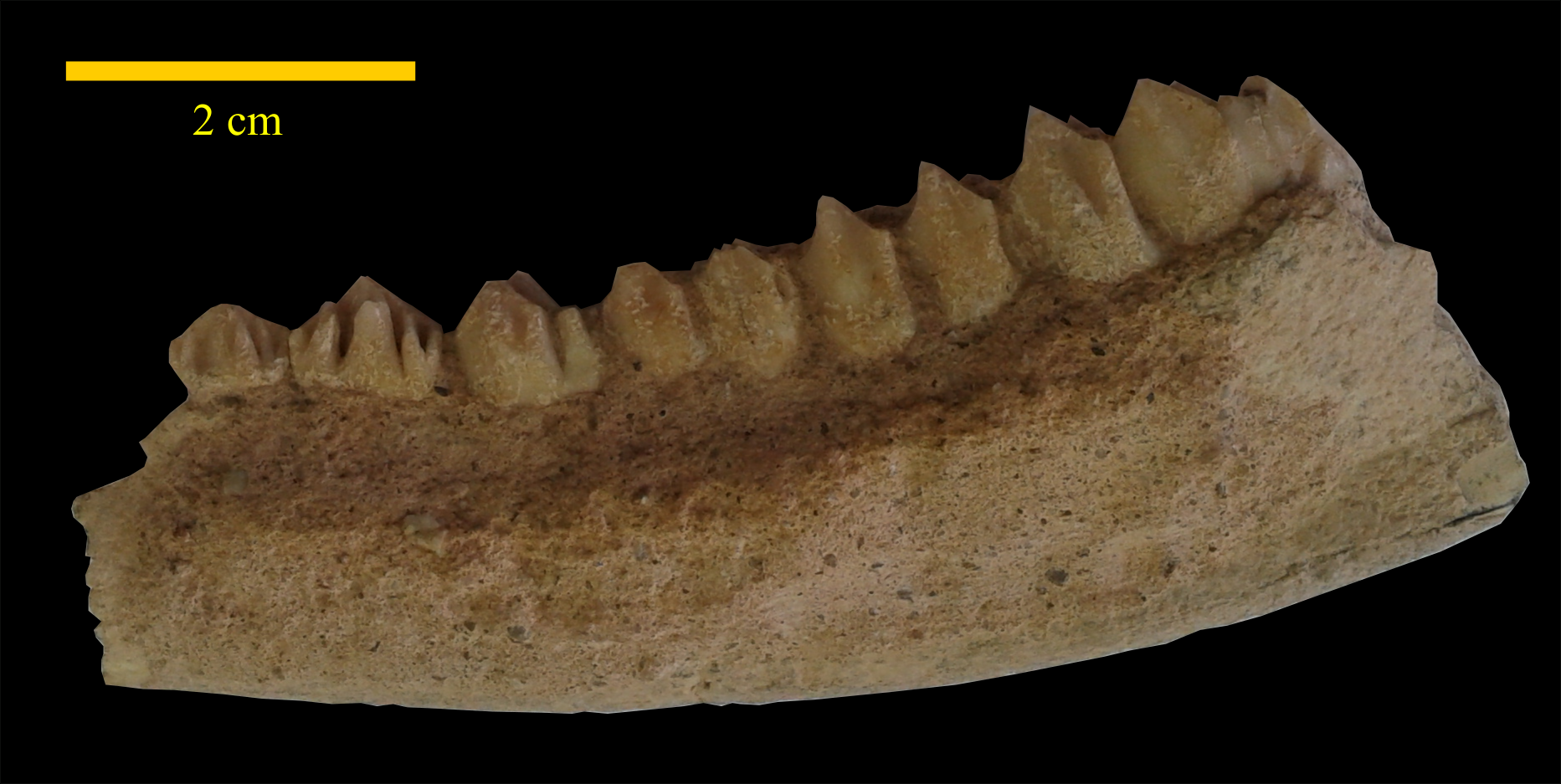
Fragmento mandibular de Croizetoceros ramosus villarroyensis

Se han identificado cérvidos y bóvidos:
- Cervidae
  - Croizetoceros ramosus villarroyensis
  - Arvernoceros ardei
  - Praeelaphus perrieri
- Bovidae
  - Gazella borbonica
  - Gazellospira torticornis
  - Leptobos cf. elatus
  - Hesperidoceras merlae
  - Megalovis sp.

#### Proboscideos
El elefante que aparece en Villarroya es un mastodonte gonfotérido.
- Anancus arvernensis

## Historia
El yacimiento fue descubierto en 1920. En esa fecha un peón caminero notificó al alcalde en funciones de Arnedo, Eugenio Pérez Jiménez, el descubrimiento de unos huesos. Por su parte, el alcalde se lo comunicó a Eduardo Carvajal Acuña, ingeniero de minas que trabajaba en la zona, en las minas de hulla de Préjano, Turruncún y Villarroya y en el ferrocarril minero para el transporte del mineral a Calahorra. Carvajal visitó el yacimiento y recogió algunos fósiles, que consideró lo suficientemente importantes como para desplazarse a Francia con ellos para estudiarlos con el paleontólogo francés Charles Depéret, entonces profesor de geología en la Universidad de Lyon.
La presentación pública del yacimiento se produjo en 1926, en el marco del XIV Congreso Geológico Internacional, que se celebró en la sala principal de lo que hoy es el Museo Geominero de Madrid. Allí Carvajal ofreció la comunicación «Nota sobre un yacimiento de fósiles vertebrados en la provincia de Logroño», tras la que también intervino Depéret, haciendo algunas observaciones en el coloquio posterior. El material recolectado por Carvajal se depositó en el Instituto Geológico y Minero de España (hoy conservado y expuesto en su Museo Geominero)
Con posterioridad, el paleontólogo e historiador Ignacio Olagüe recolectó más fósiles para el Museo Nacional de Ciencias Naturales de Madrid, colección que amplió en 1931 con la colaboración de Royo Gómez y Sos Baynat. Estos fósiles estaban menos fracturados y más completos de los de Carvajal, e incluían un cráneo de Hipparion. Sin embargo estos restos permanecieron inéditos durante años.
En 1944, los paleontólogos Fernández de Villalta y Crusafont, visitaron el yacimiento y recogieron sueltos (ex situ) en el barranco algunos huesos y un cráneo. Posteriormente, entre el 1 y el 10 de septiembre del mismo año, realizaron una primera excavación, financiada por IGME, que proporcionó más restos que fueron depositados en el museo del IGME. El paleontólogo valenciano José Ramón Bataller actuó como delegado del IGME. Para despejar la superficie superior del nivel osífero, que aflora en la base de un talud con muchos metros de arenas y arcillas por encima, llegaron a emplearse explosivos con la ayuda de un especialista.
El equipo de Crusafont y Villalta realizó otras dos campañas en el yacimiento, una entre el 16 y el 22 de julio de 1946, con la colaboración de Bataller, y otra, once años después, del 14 a 21 de abril de 1957, con los mismos participantes, a los que se añade Jean Viret de Lyon. El yacimiento era cada vez más difícil de despejar al avanzar en la excavación horizontal del talud y aumentar el volumen de roca suprayacente. En la excavación de 1946, tuvieron que usar de nuevo explosivos en los trabajos de limpieza previos.
Debido a que todo el material depositado en el Museo Nacional de Ciencias Naturales permanecía inédito, fue Fernández de Villalta el encargado de su estudio como objeto de su tesis doctoral bajo la dirección de Eduardo Hernández Pacheco, trabajo en el que también revisó el material extraído anteriormente, tanto por Carvajal, como por él mismo. La tesis de Fernández de Villalta fue publicada en 1952 por el Instituto Geológico y Minero de España con el título Contribución al conocimiento de la fauna de mamíferos fósiles del Plioceno de Villarroya (Logroño).
En 1957 se celebró en España el V Congreso Internacional de la Unión Internacional para la Investigación del Cuaternario (INQUA), y Villarroya fue objeto de una de las excursiones oficiales del mismo. En la guía de la excursión, Crusafont y Fernández Villalta modifican la datación del yacimiento, atribuyéndolo al Cuaternario, explicando la presencia de Hipparion como un endemismo ibérico. En esta visital al yacimiento participaron, entre otros, el paleontólogo neerlandés G. H. R. von Koenigswald, de la Universidad de Utrecht, y el alemán Roland Brinkmann, de la Universidad de Bonn.
Entre 1963 y 1972 Fernando Fernández de Bobadilla, jurista, cronista oficial de la ciudad de Arnedo, y delegado del Servicio Nacional de Excavaciones Arqueológicas, publicó una extensa serie, compuesta por cinco artículos, revisando la historia y paleontología del yacimiento en la revista Berceo del Instituto de Estudios Riojanos, del que también era miembro numerario.
En 1988 Santiago Jiménez García, director del Museo de Ciencias Naturales de Arnedo, detecta la presencia en el yacimiento de un nuevo lentejón de fósiles de grandes mamíferos y en 1989 se realiza una nueva excavación, dirigida por el paleontólogo Emiliano Jiménez Fuentes y su equipo de la Universidad de Salamanca.
En el año 2000, el equipo formado por César Laplana Conesa, Arsenio Muñoz Jiménez y Emilio L. Pueyo Morer realizan diversas excavaciones para el estudio de micromamíferos en la cuenca Pliocuaternaria de Villarroya, siendo una de las posiciones, Vi-2, coincidente con el yacimiento clásico.

## Exhibición pública
El material paleontológico extraído de Villarroya se encuentra en exposición o depositado en diversos museos, como el Museo Nacional de Ciencias Naturales (Madrid), el Museo Geominero (Madrid), el Museo Geológico del Seminario de Barcelona (Barcelona), Instituto Catalán de Paleontología Miquel Crusafont (Sabadell), Museo de Ciencias Naturales de Arnedo y en algunos museos de  Francia, como el Museo de Historia Natural de París y el Museo de las Confluencias (Lyon).